# Willi Steuri
Willi Steuri (ur. 4 marca 1912 - zm. 1978) – szwajcarski narciarz alpejski, trzykrotny medalista mistrzostw świata.

## Kariera
Pierwszy sukces w karierze Willi Steuri osiągnął na mistrzostwach świata w Sankt Moritz w 1934 roku. Szwajcar zdobył tam brązowy medal w slalomie, w którym wyprzedzili go jedynie Franz Pfnür z III Rzeszy oraz kolejny Szwajcar, David Zogg. Na tej samej imprezie zajął także jedenaste miejsce w zjeździe, co dało mu piąte miejsce w kombinacji. Podczas rozgrywanych rok później mistrzostw świata w Mürren zajął trzecie miejsce w zjeździe. Tym razem wyprzedzili go jedynie Austriak Franz Zingerle oraz Émile Allais z Francji. W slalomie zajął dopiero 32. miejsce, co dało mu trzynaste miejsce w kombinacji. Ostatni medal wywalczył na mistrzostwach świata w Chamonix, zajmując trzecie miejsce w kombinacji. W zjeździe był tam piąty, a w slalomie siódmy, wystarczyło jednak do zajęcia miejsca na najniższym stopniu w kombinacji. Wyprzedzili go tylko Émile Allais oraz jego rodak, Maurice Lafforgue. Steuri startował na arenie międzynarodowej do 1939 roku, jednak nie osiągał sukcesów. Ponadto w 1935 roku wygrał kombinację na zawodach Lauberhornrennen w Wengen oraz zjazd na zawodach Arlberg-Kandahar w Mürren.

## Osiągnięcia

### Mistrzostwa świata
| Miejsce | Dzień     | Rok  | Miejscowość  | Konkurencja | Czas biegu | Strata    | Zwycięzca          |
| ------- | --------- | ---- | ------------ | ----------- | ---------- | --------- | ------------------ |
| 11.     | 15 lutego | 1934 | Sankt Moritz | Zjazd       | 4:27,2     | +37,0     | David Zogg         |
| 3.      | 17 lutego | 1934 | Sankt Moritz | Slalom      | 1:49,0     | +1,9      | Franz Pfnür        |
| 5.      | 17 lutego | 1934 | Sankt Moritz | Kombinacja  | 99,23 pkt  | -6,17 pkt | David Zogg         |
| 32.     | 24 lutego | 1935 | Mürren       | Slalom      | 1:46,1     | +30,4     | David Zogg         |
| 3.      | 25 lutego | 1935 | Mürren       | Zjazd       | 3:30,4     | +0,8      | Anton Seelos       |
| 13.     | 25 lutego | 1935 | Mürren       | Kombinacja  | 96,63 pkt  | -7,96 pkt | Anton Seelos       |
| DNF     | 21 lutego | 1936 | Innsbruck    | Zjazd       | 4:29,8     | -         | Rudolf Rominger    |
| 5.      | 13 lutego | 1937 | Chamonix     | Zjazd       | 4:03,4     | +18,2     | Émile Allais       |
| 7.      | 15 lutego | 1937 | Chamonix     | Slalom      | 2:10,8     | +10,0     | Émile Allais       |
| 3.      | 15 lutego | 1937 | Chamonix     | Kombinacja  | 400,4 pkt  | +30,2 pkt | Émile Allais       |
| 35.     | 5 marca   | 1938 | Engelberg    | Zjazd       | 3:17,8     | +1:09,4   | James Couttet      |
| DSQ     | 13 lutego | 1939 | Zakopane     | Zjazd       | 3:26,88    | -         | Hellmut Lantschner |